# 슈테펜 바인홀트
슈테펜 바인홀트(독일어: Steffen Weinhold, 1986년 7월 19일~)는 독일의 핸드볼 선수로 포지션은 라이트백이다. 현재 한트발 분데스리가의 THW 킬 소속으로 뛰고 있다.
독일 핸드볼 국가대표팀의 일원으로 뛰었으며, 2016년 하계 올림픽에서 동메달을 획득했다.